# Shakti Samanta
Shakti Samanta (13 de gener de 1926 – 9 d'abril de 2009) va ser un director i productor de cinema indi, fundador de Shakti Films el 1957, conegut per films com Howrah Bridge, China Town, Kashmir Ki Kali, An Evening in Paris, Aradhana, Kati Patang, i Amar Prem.
Va rebre el Filmfare Awards al millor film per Aradhana (1969), Anuraag (1973) i Amanush, que també havia fet en bengalí, la llengua en la qual va rodar sis pel·lícules, inclosa una coproducció indo-bangladesh el 1984.

## Primers anys i educació
Va néixer a la vila de Bokra, al districte de Purba Bardhaman, a la Presidència de Bengala de l'Índia britànica. Es va educar a Dehradun, amb el seu oncle. El 1944 es va graduar a la Universitat de Calcuta.

## Carrera
Després de completar la seva formació va intentar treballar com a actor a la indústria cinematogràfica hindi a Bombai. Va ser professor a l'escola de Dapoli, a uns dos-cents quilòmetres de Bombai. Finalment es va incorporar a la indústria cinematogràfica el 1948 com a ajudant de direcció amb Satish Nigam a Raj Kapoor protagonitzant Sunhere Din. Després va treballar amb directors com Gyan Mukherjee, i Phani Majumdar a Bombay Talkies, a Tamasha, Baadbaan i Dhobi Doctor.
Finalment va debutar com a director independent en el seu primer llargmetratge, Bahu l 1954, protagonitzat per Karan Dewan, Usha Kiron, Shashikala i Pran i després de l'èxit de les pel·lícules següents, Inspector (1956), Sheroo (1956), Detective (1957) i Hill Station (1957), va crear una pròpia productora, Shakti Films, el 1957 que va llençar-se amb el film de misteri i assassinat Howrah Bridge, amb Ashok Kumar i Madhubala, amb la cançó «Aaiye Meherbaan» composta per O. P. Nayyar, cantat per Asha Bhosle en l'estil de Geeta Dutt. Va ser un gran succés i va constituir un punt d'inflexió. Amb Insaan Jaag Utha (1959) protagonitzada per Sunil Dutt i Madhubala, va passar a fer films de temàtica social, però, quan no va tenir èxit, va tornar a tornar films d'entreteniment durant una altra dècada, per tornar a temes socials, amb Aradhana (1969).
Amb tot, Samanta va dirigir 43 llargmetratges, inclosos trenta-i-set en hindi i sis en bengalí. Els seus millors films són Howrah Bridge, China Town, Kashmir Ki Kali, Sawan Ki Ghata i An Evening in Paris. Ha llençat la tendència de fer pel·lícules de doble versió en hindi i bengalí amb Amanush el 1974, i també va fer la primera pel·lícula coproduïda entre l'Índia i Bangladesh el 1984.
Samanta va ser entre els directors que van treballar amb Shammi Kapoor a la darreria dels anys cinquanta i fins a mitjan anys 60, després amb Sharmila Tagore, Rajesh Khanna. Va dirigir un nombre de clàssics com Aradhana, Kati Patang, Anurodh i Amar Prem. Tanmateix, els films amb Amitabh Bachchan no foren grans èxits.
D'algunes de les seves pel·lícules, el seu germà i la seva dona n'eren productors. Va produir algunes de les pel·lícules que va dirigir el seu fill, Ashim Samanta. El 1985, Shaktu Film va crear 'Aradhana Sound Service', una instal·lació de postproducció d'àudio digital que funciona tant per a films de Bollywood com de Hollywood.
Samanta va morir per aturada cardíaca a la seva residència suburbana de Santa Cruz, devers les 5 de la tarda, el 9 d'abril de 2009, mentre feia fisioteràpia. S'estava recuperant d'un infart que havia patit dos mesos abans.

## Llegat
Tres dels seus clàssics, Howrah Bridge, Aradhana i Barsaat Ki Ek Raat, protagonitzats per Amitabh Bachchan i Raakhee, van ser convertits en pel·lícula d'animació per 'Pritish Nandy Communications'

## Premis i reconeixement
Samanta va rebre el Filmfare Awards a la millor pel·lícula per Aradhana, Anuraag i Amanush. Ha rebut el premi de Zee TV i d'altres organitzacions índies. Alguns dels seus film s'han projectat en festivals internacionals a Berlín, Taixkent, Moscou, El Caire i Beirut.
Samanta va ser president de l'Associació de Productors de Pel·lícules Índies durant cinc anys, president de la Central Board of Film Certification (CBFC) durant set anys i president del Satyajit Ray Film and Television Institute, Kolkata durant dos anys.

## Filmografia
Director
- Bahu (1955)
- Inspector (1956)
- Hill Station (1957)
- Sheroo (1957)
- Howrah Bridge (1958)
- Detective (1958)
- Insan Jaag Utha (1959)
- Jaali Note (1960)
- Singapore (1960)
- Isi Ka Naam Duniya Hai (1962)
- Naughty Boy (1962)
- China Town (1962)
- Ek Raaz (1963)
- Kashmir Ki Kali (1964)
- Sawan Ki Ghata (1966)
- An Evening in Paris (1967)
- Aradhana (1969)
- Kati Patang (1970)
- Pagla Kahin Ka (1970)
- Jaane-Anjaane (1971)
- Amar Prem (1971)
- Anuraag (1972)
- Charitraheen (1974)
- Ajanabee (1974)
- Amanush (1975)
- Mehbooba (1976)
- Anurodh (1977)
- Anand Ashram (1977)
- The Great Gambler (1979)
- Khwab (1980)
- Barsaat Ki Ek Raat (1981)
- Ayaash (1982)
- Awaaz (1984)
- Alag Alag (1985)
- Aar Paar (1985)
- Anyay Abichar (1985)
- Andha Bichar (1990)
- Dushman (1990)
- Geetanjali (1993)
- Devdas (2002)

Productor
- Balika Badhu (1976)
- Achena Atithi (1997)[13]